# Modena Football Club 1952-1953
Questa voce raccoglie le informazioni riguardanti il Modena Football Club nelle competizioni ufficiali della stagione 1952-1953.

## Rosa
| N. |                   | Ruolo | Calciatore          |
| -- | ----------------- | ----- | ------------------- |
|    | Italia (bandiera) | C     | Giorgio Barbolini   |
|    | Italia (bandiera) | C     | Silvano Bottecchi   |
|    | Italia (bandiera) | D     | Renato Braglia      |
|    | Italia (bandiera) | A     | Renato Brighenti    |
|    | Italia (bandiera) | A     | Basilio Cabas       |
|    | Italia (bandiera) | C     | Pietro Chiappin     |
|    | Italia (bandiera) | C     | Enzo De Giovanni    |
|    | Italia (bandiera) | A     | Volturno Diotallevi |
|    | Italia (bandiera) | C     | Eliseo Lodi         |
|    | Italia (bandiera) | A     | Giuseppe Marchetto  |

| N. |                   | Ruolo | Calciatore        |
| -- | ----------------- | ----- | ----------------- |
|    | Italia (bandiera) | P     | Vittorio Masci    |
|    | Italia (bandiera) | A     | Olmes Neri        |
|    | Italia (bandiera) | P     | Luciano Panetti   |
|    | Italia (bandiera) | C     | Adelmo Ponzoni    |
|    | Italia (bandiera) | D     | Angelo Ruffinoni  |
|    | Italia (bandiera) | A     | Luigi Scarascia   |
|    | Italia (bandiera) | D     | Lino Sentimenti   |
|    | Italia (bandiera) | D     | Giuseppe Spezzani |
|    | Italia (bandiera) | D     | Enzo Zambarda     |

## Risultati

### Campionato

#### Girone di andata
| 14 settembre 1952 1ª giornata | Legnano | 4 – 2 | Modena |  |

| 21 settembre 1952 2ª giornata | Modena | 0 – 0 | Treviso |  |

| 7 dicembre 1997 3ª giornata | Catania | 1 – 0 | Modena |  |

| 5 ottobre 1952 4ª giornata | Salernitana | 1 – 1 | Modena |  |

| 7 gennaio 1968 5ª giornata | Modena | 2 – 0 | Messina |  |

| 19 ottobre 1952 6ª giornata | Modena | 1 – 0 | Siracusa |  |

| 14 settembre 1947 7ª giornata | Piombino | 2 – 2 | Modena |  |

| 21 ottobre 1962 8ª giornata | Modena | 0 – 2 | Simmenthal-Monza |  |

| 16 novembre 1952 9ª giornata | Vicenza | 2 – 0 | Modena |  |

| 23 novembre 1952 10ª giornata | Genoa | 1 – 2 | Modena |  |

| 30 novembre 1952 11ª giornata | Modena | 1 – 0 | Lucchese |  |

| 7 dicembre 1952 12ª giornata | Modena | 1 – 0 | Cagliari |  |

| 14 dicembre 1952 13ª giornata | Brescia | 0 – 0 | Modena |  |

| 21 dicembre 1952 14ª giornata | Padova | 1 – 1 | Modena |  |

| 7 gennaio 1996 15ª giornata | Modena | 2 – 1 | Verona |  |

| 11 gennaio 1953 16ª giornata | Modena | 0 – 1 | Marzotto Valdagno |  |

| 18 gennaio 1953 17ª giornata | Fanfulla | 2 – 1 | Modena |  |

#### Girone di ritorno
| 25 gennaio 1953 18ª giornata | Modena | 0 – 1 | Legnano |  |

| 1º febbraio 1953 19ª giornata | Treviso | 2 – 1 | Modena |  |

| 8 febbraio 1953 20ª giornata | Modena | 1 – 1 | Catania |  |

| 15 febbraio 1953 21ª giornata | Modena | 0 – 0 | Salernitana |  |

| 22 febbraio 1953 22ª giornata | Messina | 1 – 0 | Modena |  |

| 1º marzo 1953 23ª giornata | Siracusa | 2 – 0 | Modena |  |

| 8 marzo 1953 24ª giornata | Modena | 1 – 0 | Piombino |  |

| 15 marzo 1953 25ª giornata | Monza | 3 – 0 | Modena |  |

| 22 marzo 1953 26ª giornata | Modena | 3 – 0 | Vicenza |  |

| 29 marzo 1953 27ª giornata | Modena | 0 – 0 | Genoa |  |

| 5 aprile 1953 28ª giornata | Lucchese | 0 – 2 | Modena |  |

| 12 aprile 1953 29ª giornata | Cagliari | 0 – 0 | Modena |  |

| 19 aprile 1953 30ª giornata | Modena | 0 – 1 | Brescia |  |

| 3 maggio 1953 31ª giornata | Modena | 2 – 1 | Padova |  |

| 10 maggio 1953 32ª giornata | Verona | 1 – 1 | Modena |  |

| 24 maggio 1953 33ª giornata | Marzotto Valdagno | 1 – 4 | Modena |  |

| 31 maggio 1953 34ª giornata | Modena | 3 – 1 | Fanfulla |  |

## Statistiche

### Statistiche di squadra
| Competizione | Punti | In casa | In casa | In casa | In casa | In casa | In casa | In trasferta | In trasferta | In trasferta | In trasferta | In trasferta | In trasferta | Totale | Totale | Totale | Totale | Totale | Totale | DR |
| Competizione | Punti | G       | V       | N       | P       | Gf      | Gs      | G            | V            | N            | P            | Gf           | Gs           | G      | V      | N      | P      | Gf     | Gs     | DR |
| ------------ | ----- | ------- | ------- | ------- | ------- | ------- | ------- | ------------ | ------------ | ------------ | ------------ | ------------ | ------------ | ------ | ------ | ------ | ------ | ------ | ------ | -- |
| Serie B      | 34    | 17      | 9       | 4       | 4       | 17      | 9       | 17           | 3            | 6            | 8            | 17           | 24           | 34     | 12     | 10     | 12     | 34     | 33     | +1 |

### Statistiche dei giocatori
| Giocatore      | Serie B  | Serie B |
| Giocatore      | Presenze | Reti    |
| -------------- | -------- | ------- |
| G. Barbolini   | 1        | 0       |
| S. Bottecchi   | 2        | 0       |
| R. Braglia     | 30       | 0       |
| R. Brighenti   | 19       | 5       |
| B. Cabas       | 15       | 3       |
| P. Chiappin    | 32       | 0       |
| E. De Giovanni | 26       | 0       |
| V. Diotallevi  | 5        | 0       |
| E. Lodi        | 32       | 4       |
| G. Marchetto   | 27       | 10      |
| V. Masci       | 10       | -12     |
| O. Neri        | 15       | 1       |
| L. Panetti     | 24       | -21     |
| A. Ponzoni     | 21       | 1       |
| A. Ruffinoni   | 32       | 0       |
| L. Scarascia   | 11       | 5       |
| L. Sentimenti  | 30       | 5       |
| G. Spezzani    | 26       | 0       |
| E. Zambarda    | 16       | 0       |